# اتحاد إمارات الجنوب العربي
اتحاد إمارات الجنوب العربي هو مشروع بريطاني حاول جمع سلطنات محمية عدن فأضاف ست سلطنات لمستعمرة عدن في فبراير 1959. شمل المشروع المحميات الغربية ولم يضم سلطنات حضرموت والمهرة. من خمسينيات القرن العشرين أدركت بريطانيا أنها لن تستطيع إدارة المستعمرات فرأت إنشاء كيان بعيد عن الموجة القومية العربية التي اجتاحت المنطقة  لم تنضم سلطنات حضرموت والمهرة لأي من الاتحادين ورفض السلاطين الاندماج في اتحاد فيدرالي خاص يضمهم. كان الاتحاد محل معارضة وهجوم من القوى الناصرية والاشتراكية فقد وصفه جمال عبد الناصر بـ«الجنوب العربي المزيف»  فشل المشروع لافتقار المشيخات منظومة حكم وخلافهم حول هوية رئيس الاتحاد.

## الأعضاء المؤسسين
- سلطنة العوذلي.
- إمارة بيحان.
- إمارة الضالع (الأميري).
- سلطنة الفضلي.
- سلطنة يافع السفلى.
- مشيخة العوالق العليا.

## الأعضاء اللاحقين
- مشيخة القطيبي.
- مشيخة العلوي.
- مشيخة العقربي.
- مشيخة دثينة.
- سلطنة الحواشب.
- سلطنة لحج (سلطنة العبدلي).
- سلطنة العوالق السفلى.
- مشيخة المفلحي.
- مشيخة الشعيب.
- سلطنة الواحدي.

### اتحاد الجنوب العربي
في عام 1962 تغير اسم الاتحاد إلى «اتحاد الجنوب العربي» تحديداً لدمج عدن في الاتحاد، وقد قوبلت هذه الخطوة هي الأخرى بمعارضة شديدة من القوى الوطنية وتمت موافقة المجلس التشريعي العدني على الدمج في 24 سبتمبر 1962، وسط مظاهرات عارمة خارج المجلس كانت تستهدف منع أعضاء المجلس التشريعي من دخول المجلس للتصويت، وقد نجحت بريطانيا في الحصول على موافقة المجلس التشريعي قبل ثورة 26 سبتمبر اليمنية 1962 في المملكة المتوكلية اليمنية، ولو تأخرت إجراءات الموافقة لما تمكنت بريطانيا من دمج عدن بالاتحاد، إذ سيكون التصويت ضد دمج عدن في الاتحاد وإعلان قيام دولة مستقلة وفقاً لرأي أحد أعضاء المجلس التشريعي العدني. وأتمت بريطانيا مخططها بالقوة رغم المعارضة القوية والظاهرة من قبل سكان عدن، والقوة الوطنية وأما السلطنة القعيطية والسلطنة الكثيرية وسلطنة المهرة (محميات عدن الشرقية) فقد رفضت الانضمام إلى الاتحاد الفيدرالي، كما رفضت الاندماج في اتحاد فيدرالي خاص بها.

#### الأعلام

علم إمارة بيحان
علم إمارة الضالع
علم سلطنة الفضلي
علم سلطنة يافع السفلى
علم سلطنة لحج

رفضت سلطنة القعيطي والسلطنة الكثيرية دليل أن الإنجليز لم يكن لديهم الرغبة في قيام الاتحاد ولم يمارسوا ضغوط لترتيب وضع الاتحاد خصوصاً وأن لديهم أوراق ضغط كثيرة.
بل ساهموا في سقوط الاتحاد من خلال السماح للجبهه القومية بالتوغل في المؤسسة العسكرية حتى يضمنوا خسارة جبهة التحرير الموالية لجمال عبد الناصر وخسارة رابطة الجنوب الموالية للمملكة العربية السعودية.
الإنجليز بهذه الخطوة أرادوا إثارة الرعب في بقية المشيخات في الخليج العربي بضرورة الوجود الإنجليزي والتنسيق معه بعد الاستقلال لمنع الحركات القومية واليسارية من إسقاط المشيخات في المستقبل.
كما أن الإنجليز أرادوا إيصال تهديد مبطن للولايات المتحدة الأمريكية التي كانت تطالب بتصفية الاستعمار وتخويفهم عن مصير المنطقة أنها قد تقع بيد الاتحاد السوفيتي.